# ایان فلین
ایان فلین (به انگلیسی: ian flynn) زاده ۳۱ مه ۱۹۸۲ نقاش و طراح و نویسندهٔ مجموعه داستان‌های کمیک بوک سونیک خارپشت آرچیو و ای دی دبلیو مگامن و لاکپشت‌های نینجا است. از مجموعه تلویزیونی که حضور داشته انیمیشن سونیک بوم بوده‌است.